# Prunus grayana
Espèce
Classification phylogénétique
Prunus grayana, syn. Padus grayana (Maxim.) C.K.Schneid., Prunus padus var. japonica Miq.; nom japonais: ウワミズザクラ (Uwa-mizu-zakura), nom chinois: 灰叶稠李 (hui ye chou li), est une espèce de plantes à fleurs de la famille des Rosaceae. C'est un arbuste ornemental que l'on le trouve en Asie, notamment en Chine et au Japon.
Il présente deux types de branches : des branches dressées, qui grandissent chaque année, et des branches retombantes. Ces deux types de branches ne fleurissent pas simultanément et sont vraiment distinctes.